# Pagânia

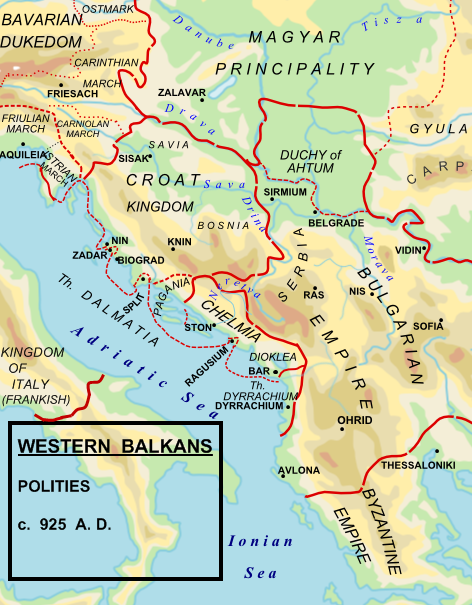
Mapa dos Balcãs em 925, mostrando a Pagânia no centro.

A Pagânia ou Merânia (Língua croata: Neretva), (ou ainda Principado do Neretva) foi um principado eslavo medieval na parte central da Dalmácia (no sul da atual Croácia). Os habitantes da Pagânia eram os narentinos, uma tribo eslava pagã (daí o nome da região). Os narentinos foram convertidos ao cristianismo juntamento com os demais croatas durante o reinado de Basílio I, o Macedônio entre 867 e 870.
A região fica às margens do rio Neretva e, por isso, é também chamada por este nome.